# Vũ Bá Trung
Vũ Bá Trung (sinh năm 1961) là một sĩ quan cấp cao trong Quân đội nhân dân Việt Nam, hàm Thiếu tướng, là Phó Chính ủy Tổng cục Hậu cần
Quê quán: Xã Đại Đồng, Huyện Thạch Thất, TP Hà Nội.
Là Đảng viên Đảng cộng sản Việt Nam, nguyên là Phó Chính Ủy Tổng cục Hậu Cần đã nghỉ hưu. 
- Huân chương Quân công hạng Ba
- Huân chương Chiến công hạng Nhất
- Huân chương Chiến sỹ vẻ vang hạng Nhất, Nhì, Ba
- Huân chương quân kỳ quyết thắng
- Huy hiệu 40 năm tuổi đảng và nhiều danh hiệu cao quý khác.
Đồng chí đã từ trần hồi 21:10 ngày 4/9/2023 Hưởng thọ 62 tuổi.

## Thân thế sự nghiệp
Năm 2013, bổ nhiệm giữ chức Cục trưởng Cục Chính trị, Tổng cục Hậu cần.
Tháng 6 năm 2015, bổ nhiệm giữ chức Phó Chính ủy Tổng cục Hậu cần.
Ngày 18 tháng 11 năm 2019, ông nhận bàn giao nhiệm vụ Phụ trách Chính ủy Tổng cục Hậu cần từ Trung tướng Lê Văn Hoàng
Tháng 12 năm 2019, ông bàn giao nhiệm vụ Chính ủy Tổng cục Hậu cần cho Thiếu tướng Đỗ Văn Thiện
Thiếu tướng (2014)